# Nikolai Iwanowitsch Jewgenow
Nikolai Iwanowitsch Jewgenow (russisch Николай Иванович Евгенов; * 3. Augustjul. / 15. August 1888greg. im Dorf Sobatscho Gorby, Gouvernement Nowgorod; † 13. Mai 1964 in Leningrad) war ein russisch-sowjetischer Marineoffizier, Hydrograph, Ozeanologe, Polarforscher und Hochschullehrer.

## Leben
Jewgenows Vater war Gymnasiallehrer. Die Familie zog nach Narva, sodass Jewgenow 1897–1902 dort das Jungengymnasium besuchte.
Der Vater erwartete, dass der Sohn an der Universität St. Petersburg in der Historischen Fakultät studierte. Stattdessen trat Jewgenow 1902 in das St. Petersburger Marine-Kadettenkorps ein. Die Aufnahmeprüfungen bestand er glänzend, aber die medizinische Prüfung bereitete ihm wegen seiner Kurzsichtigkeit Schwierigkeiten. Seine erste Auslandsfahrt erlebte er 1907 auf dem Geschützten Kreuzer Aurora. Die Marine-Kadettenkorps-Ausbildung schloss er 1908 mit Beförderung zum Linienschiff-Gardemarin ab. Im selben Jahr kam er auf dem Linienschiff Slawa in viele europäische Häfen. Nach dem Erdbeben von Messina 1908 war er an der Rettung der Opfer beteiligt, wofür er 1911 eine silberne Gedenkmedaille erhielt. Schiffsarzt auf der Slawa war der Forschungsreisende Alexander von Bunge. 1909 wurde Jewgenow zum Mitschman befördert.
Auf dem Dampf-Schoner Bakan, der zum Schutz der russischen Hoheitsgewässer in der Barentssee eingesetzt war, fuhr Jewgenow 1910 zum ersten Mal in die Arktis und führte seine ersten hydrographischen Untersuchungen in der Barentssee und in der Karasee durch. Auf Nowaja Semlja wurde er mit Georgi Sedow, der dort hydrographische Vermessung durchführte, und Nikolai Pinegin bekannt. 1911 machte Jewgenow den Abschluss in der Steuermann-Offiziersklasse. Er wurde 1912 zum Leutnant befördert und fuhr selbständig mit der Anadyr nach England.
Gerne nahm Jewgenow das Angebot an, als Ersatz für einen erkrankten Offizier in die Hydrographische Expedition des Nördlichen Eismeers einzutreten. Er war 1913–1915 Wachoffizier auf dem Dampf-Eisbrecher Waigatsch und Nautischer Offizier auf dem Dampfschiff Taimyr. Im September 1913 sichteten Jewgenow, der die Wache abgab, und Konstantin Neupokojew, der die Wache übernahm, erstmals Sewernaja Semlja. Während der Überwinterung 1914/1915 untersuchte Jewgenow die Verdunstung des Eises und Wassers unter natürlichen Bedingungen, die Effekte der Gezeiten und das Polarlicht. Nach seiner Zeichnung ließ er sich von den Mechanikern der Taimyr eine Unterwasser-Wetterfahne für die Beobachtung der Strömungen unter dem Eis und einen Eis-Pegel zur Messung der Wasserstandsänderungen anfertigen. Er vermaß genau den alten Vermessungspunkt im Nordwesten der Taimyrhalbinsel. Im April 1915 leitete er eine Gruppe, die die Lebensmittelversorgung für die Durchquerung der Jenissei-Mündung eines Teils der Besatzung organisierte. Er vermaß die Küste der Oskar-Halbinsel mit dem Kap Oskar im Westen der Taimyrhalbinsel. Mit Alexei Lawrow und vier Matrosen erstellte er eine Dokumentation des Hafner-Fjords der Taimyrhalbinsel. Er beteiligte sich an der Aufbereitung des Materials der Eismeerexpedition und der Erstellung der Karte des Nikolaus-II.-Lands.
Im Ersten Weltkrieg diente Jewgenow nach dem Abschluss der Eismeerexpedition als Nautischer Offizier auf dem Zerstörer Orfei der Orfei-Klasse. 1916 wurde er zum Mitglied der Kaiserlichen Russischen Geographischen Gesellschaft (RGO) gewählt. Er nahm am Bau der Küstenbatterie auf dem Kap Zerel auf der Halbinsel Sworbe auf Ösel der Seefestung Imperator Peter der Große teil. Nach der Februarrevolution wurde er zum Abgeordneten  Revals im Verband der Marineoffiziere gewählt. Im Oktober 1917 nahm er auf dem Zerstörer Kapitan Isylmetjew an der Schlacht im Moonsund teil (Unternehmen Albion).
Nach der Oktoberrevolution begaben sich Jewgenow und sein Freund aus der Eismeerexpedition A. G. Nikolski nach Demobilisierung im Februar 1918 und dem Beginn des Bürgerkriegs nach Fernost. Es gelang ihnen, aus Wladiwostok in die Vereinigten Staaten zu kommen, wo das russische Konsulat sie mit dem Angebot empfing, das Archiv des früheren Marine-Ministeriums auszuwerten. Im ersten Halbjahr 1919 wurde Jewgenow von der weißen Koltschak-Regierung in Omsk zurückgerufen und zum Leiter der Geodäsie-Abteilung der Hydrographie-Abteilung (Komitee für den Nördlichen Seeweg) ernannt. Nach der Niederlage Koltschaks wurde Jewgenow Ende 1919 in Irkutsk verhaftet und im Februar 1920 vom Irkutsker Revolutionskomitee aus Mangel an Beweisen für ein Verbrechen freigelassen.
Von 1920 bis 1922 nahm Jewgenow an der ersten sowjetischen Arktis-Expedition für die hydrographische Dokumentation der Mündungen der Lena und des Olenjoks teil. Zunächst war er Stellvertreter des Leiters Fjodor Matissen, nach dessen Erkrankung und Abgang er die Leitung übernahm. Zur Expedition gehörte auch der Hydrograph Juri Tschirichin. Atlanten des Lenadeltas mit der Tiksi-Bucht und der Lena abwärts von Jakutsk wurden erstellt.
Jewgenow war 1923–1924 Kommandant des zum Vermessungsschiff umgewandelten Minenlegers Asimut und leitete das Hydrographie-Kommando und den Hydrographie-Trupp. Er war am Bau des ersten arktischen Observatoriums Matotschkin Schar beteiligt. 1924 führte er hydrographische Arbeiten an der Westküste Nowaja Semljas durch und war am ersten sowjetischen Aufklärungsflug in der Arktis mit dem Piloten Boris Tschuchnowski beteiligt.
Ab 1924 war Jewgenow Mitglied der Polarkommission der Akademie der Wissenschaften der UdSSR (AN-SSSR) bis zu ihrer Auflösung 1936. 1925–1926 war er Assistent des Vorsitzenden der Kommission für die Erforschung des Arktischen Ozeans der Hauptverwaltung der Sowjetischen Marine (WMF) und leitete den hydrographischen Teil und die Eisaufklärung in der Kara-Transportexpedition.
Von 1926 bis 1931 leitete Jewgenow den Marine-Teil der Karas-Warenverkehrexpedition, die eine wichtige Rolle für die Erschließung des Nördlichen Seewegs spielte. Auf dem Expeditionsflaggschiff richtete er ein Synoptik-Büro und einen Stab für die Eis-Operationen ein. 1930 veröffentlichte er als Ergebnis seiner wissenschaftlichen Untersuchungen das Seehandbuch für die Karasee und Nowaja Semlja, das der Ozeanologe Konstantin Derjugin sehr schätzte.
Von 1928 bis 1933 war Jewgenow Assistent des Leiters des Kartografie-Sektors der Hydrographie-Verwaltung der WMF. 1931–1937 leitete er im Staatlichen Hydrologie-Institut in Leningrad die Marine-Abteilung und das Kataster.
Als 1932 die Regierung die Gründung der West-Ost-Polarexpedition des Volkskommissariats für Wassertransportwesen zur Ausweitung des Seetransports von Wladiwostok in die östliche Arktis beschloss, wurde Jewgenow die Leitung übertragen. 1932–1933 leitete er die Schiffkarawane aus Wladiwostok zur Kolyma und überwinterte in der Tschaunbucht an der Ostsibirischen See.
Als nach der gelungenen ersten Durchfahrt des Eisbrechers Alexander Sibirjakow unter Kapitän Wladimir Woronin und Expeditionsleiter Otto Schmidt auf dem Nördlichen  Seeweg 1932 die Hauptverwaltung Nördlicher Seeweg (GUSMP) gegründet wurde, erhielt Jewgenow die Ernennung zum Vizeleiter der Hydrographie-Verwaltung der GOSMP. Er blieb auf dieser Position bis 1938. Mit dem Eisbrecher Krasin holte er A. Minejew mit Fellen von mehr als 2000 Polarfüchsen und 600 Bären von der Wrangelinsel. Die Expedition führte umfangreiche hydrographische Arbeiten in der Longstraße durch, bereitete Seehandbücher für die Wrangelinsel und die Herald-Insel vor, vermaß die Herald-Insel und führte auf ihr geologische Arbeiten durch. Er lieferte wichtige Beiträge zur Erforschung der Tschuktschensee und des angrenzenden Seegebiets der Ostsibirischen See. 1935 nahm er an der Ersten Polarexpedition teil. 1937–1938 leitete er den Hydrographie-Teil der Dritten Polarexpedition auf dem Eisbrecher Sadko während seiner Drift zusammen mit den Eisbrechern Georgi Sedow und Malytin. Auf seine Initiative wurde erstmals die Eisaufklärung per Schiff und Flugzeug in der arktischen Schifffahrt angewendet. 1937 wurde er zum Doktor der geographischen Wissenschaften promoviert.
Während des Großen Terrors wurde Jewgenow am 27. Mai 1938 bei der Rückkehr zu seiner Wohnung verhaftet, und die Wohnung wurde durchsucht. Gleichzeitig wurden Jewgeni Gernet und weitere leitende Personen der GUSMP verhaftet. Im September 1938 kam er ins Kresty-Gefängnis. Am 14. Juni 1939 erklärten alle Angeklagten vor dem Militärtribunal des Leningrader Militärbezirks alle Beschuldigungen für falsch, worauf das Verfahren an die Militäranwaltschaft zurückverwiesen wurde. Ende August 1939 bestritt Jewgenow im Verhör eine subversive Tätigkeit, was protokolliert wurde. Im Oktober 1939 setzten sich Alexander Tolmatschow, G. J. Wangenheim, Alexei Krylow und Juli Schokalski für die verhafteten Polarforscher ein. Im Dezember 1939 wurde Jewgenow von der NKWD-Sonderkommission wegen Zugehörigkeit zu einer antisowjetischen Organisation zu 8 Jahren Lagerhaft verurteilt. Er kam in ein Durchgangsgefängnis, wo er Besuch von seiner Frau und seiner Tochter erhielt. Vom 24. Januar bis März 1940 wurde er im Nordural-Straflager (SewUralLag) bei Soswa für Holzfällarbeiten eingesetzt, wobei er verletzt wurde. Am 27. März machte er eine schriftliche Eingabe an die Oberste Staatsanwaltschaft der UdSSR. Anfang Juni 1940 kam er in das Arbeitslager der Nordeisenbahnverwaltung (SSchDL) in der Autonomen Sozialistischen Sowjetrepublik der Komi und arbeitete im Bau-Zentrum des SSchDL im Dorf Knjaschpogost als Meteorologe. Ab dem 8. November 1940 befand er sich im Lazarett des Sowchos Missju, um dann als Leiter der Meteorologie-Station nach Knjaschpogost zurückzukehren. Im Februar 1941 wurde er in das Landwirtschafts- und Sanitätsstädtchen Meschog 120 km nordwestlich von Knjaschpogost versetzt. Nach Beginn des Deutsch-Sowjetischen Kriegs war er von November 1941 bis November 1944 Oberhydrometeorologe in der Hydrologischen Station des Brückenbau-Werks Mostosawod Kotlas. Dort begegnete er dem Polarforscher Michail Jermolajew. Im April 1942 wurde Jewgenows Frau mit den Kindern aus dem blockierten Leningrad nach Jaroslawl evakuiert. Im März 1943 besuchte sie ihren Mann mit ihren Kindern. Die Tochter kehrte nach Jaroslawl zurück und studierte am Pädagogik-Institut.
Anfang Oktober 1943 wurde Jewgenow als ausgezeichneter Arbeiter mit Aufenthaltsbeschränkung freigelassen. Er wohnte in einem Wohnheim und trat in den Verband der Eisenbahn- und U-Bahn-Bauarbeiter ein. Auf Anraten Jermolajews schrieb er einen Brief bezüglich der Möglichkeit, in seinem Beruf eingesetzt zu werden. Im November 1944 wurde er nach Archangelsk versetzt und arbeitete als Oberingenieur und dann als Direktor des Archangelsker Forschungsobservatoriums (bis 1947). Auch war er Mitarbeiter der Archangelsker Station der AN-SSSR.
Nach dem Krieg war Jewgenow 1947–1951 Professor und Leiter des Lehrstuhls für Ozeanologie des Leningrader Hydrometeorologischen Instituts. Dazu arbeitete er 1950–1961 als wissenschaftlicher Senior-Mitarbeiter in der Leningrader Abteilung des Staatlichen Ozeanographischen Instituts in Moskau. 1953–1957 leitete er die Entwicklung einer sowjetischen  und internationalen Eis-Terminologie und erstellte ein Album der Eisbildungen auf den Meeren.
Jewgenow wurde 1958 vollständig rehabilitiert.
Jewgenow beschäftigte sich  von 1957 bis 1962 mit der Systematisierung und Auswertung der Materialien der Hydrographischen Expedition 1910–1915, die infolge des Ersten Weltkriegs, der Oktoberrevolution und des Bürgerkriegs bisher nicht erfolgt war. Die Materialien waren im ganzen Land verstreut, und er hatte 1953 mit der Suche begonnen. Bis 1957 wurde der wesentliche Teil der von ihm gefundenen Materialien in der RGO gesammelt. 1960 wurde die Herausgabe vorbereitet, aber die Veröffentlichung gelang erst 1985.
Jewgenow war seit 1923 mit Natalija Nikolajewna Ussowa verheiratet. Ihre Tochter Irina (1924–2014) heiratete und hatte zwei Kinder. Der Sohn Dmitri (1929–1979) war Zoologe und beteiligte sich an der Bürgerrechtsbewegung. Als er im Sommer 1979 an einer Expedition des Moskauer Instituts für Desinfektion im südlichen Tuwa teilnahm, starb er während eines Murgangs.
Jewgenow starb am 13. Mai 1964 in Leningrad und wurde auf dem Serafimskoje-Friedhof begraben. Auf der Marmor-Stele ist die Karte Sewernaja Semljas dargestellt mit der Silhouette des Schiffs und dem Entdeckungsdatum in der unteren rechten Ecke.
Jewgenows Namen tragen ein Kap der Bolschewik-Insel (während Jewgenows Haftzeit war es nach dessen Schiff Waigatsch benannt gewesen), eine Bucht an der Ostküste Nowaja Semljas, ein Kap Antarktikas (entdeckt und benannt von der sowjetischen Antarktis-Expedition 1958) und die Meerenge zwischen der Bolschewik-Insel und der Starokadomski-Insel.

## Ehrungen, Preise
- Orden des Heiligen Wladimir IV. Klasse (1915)
- Kleine Goldmedaille der RGO (1924)[1]